# Klindworth-Scharwenka-conservatorium
Het Klindworth-Scharwenka-conservatorium voor muziek te Berlijn kwam in 1893 tot stand door een fusie van het Scharwenka-conservatorium en de muziekschool van Karl Klindworth.
Het Scharwenka-conservatorium was in 1881 door Xaver Scharwenka (1850-1924) opgericht; Xaver voerde de directie en zijn broer Philipp (1847-1917) leidde de afdeling muziektheorie en compositie. Bij de vestiging van het Klindworth-Scharwenka-conservatorium werd Philipp directeur, en zou dat tot zijn dood in 1917 blijven. 
De pianist, dirigent, componist en docent Karl Klindworth (1813-1916) die zijn muziekschool in 1883 had gesticht, bleef tot 1898 als docent aan het conservatorium verbonden.
Het conservatorium had van 1908 tot 1940 in het eigen gebouw aan de Genthiner Strasse 11, de beschikking over twee grote concertzalen: de Klindworth-Scharwenka- en de Blüthnerzaal. 
Het conservatorium heeft bestaan tot 1960.

## Leraren en leerlingen
- Conrad Ansorge (1862-1930)
- Siegfried Behrend (1933-1990)
- Wilhelm Berger (1861-1911)
- John Victor Bergquist (1877-1935)
- Fritz von Borries (1892-1983)
- Sergei Bortkiewicz (1877-1952)
- Gustav Bumcke (1876-1963)
- Cecil Burleigh (1909-1983)
- Max Butting (1888-1976)
- Charles Edwin Clemens (1858-1933)
- Richard Rudolph Czerwonky (1886-1949)
- Hugo van Dalen (1888-1967)
- Paul Dessau  (1894-1979)
- Hanns Eisler (1898-1962)
- Wolfgang Fraenkel (1897-1983)
- Harald Genzmer (1909-2007)
- Hugo Goldschmidt (1859-1920)
- Adolf Guetter (1866-?)
- Rodolfo Holzmann (1910–1992)
- Julius Walter Guetter (1895-1937)
- Bruno Henze (1900-1978)
- Ernst Jedliczka (1855-1904)
- Hugo Kaun (1863-1932)
- Leo Kestenberg  (1882-1962)
- Hans Kindler (1892-1949)
- Walter Kirchhoff (1879-1951)
- Otto Klemperer (1885-1973)
- Karl Klindworth (1830-1916)
- Margarete Klose (1899-1968)
- James Kwast (1852-1927)
- Carl Lachmund  (1853-1928)
- Télémaque Lambrino (1878-1930)
- Siegfried Landau (1921-2007)
- Hugo Leichtentritt (1874-1951)
- Jacques van Lier (1875-1951)
- Marix Loevensohn (1880-1943)
- Moritz Mayer-Mahr (1869-1947)
- Jascha Mejerowicz  (1904 - ?)
- Rudolf Müller-Chappuis (1905-1968)
- Lotar Olias (1913-1990)
- Leo Portnoff (1875-1940)
- Florizel von Reuter (1890-1985)
- Robert Robitschek
- Philipp Scharwenka (1847-1917)
- Walter Scharwenka (1881-1960)
- Xaver Scharwenka (1850-1924)
- Anton Sistermans (1865-1926)
- Helmut Schmidt (1918-2015)
- Jascha Spivakovsky (1896-1970)
- Alfred Szendrei (1884-1976)
- James Simon (1880-1994)
- Hans-Joachim Vetter
- Wladimir Vogel (1896-1984)
- Stefan Wolpe (1902-1972)

## Weblinks
- Scharwenka-Stiftung